# Cloud Nine
Cloud Nine (с англ. — «Блаженство») — сольный студийный альбом Джорджа Харрисона, вышедший в ноябре 1987 года. Выпущенный после пятилетнего перерыва в музыкальной карьере бывшего участника The Beatles, альбом подтвердил статус Харрисона как коммерчески успешного и признанного критиками музыканта. Включённая в «Cloud Nine» песня «Got My Mind Set on You» добралась до первого места хит-парада Billboard Hot 100 в США и до второго места — в Великобритании. Таких высот Харрисон в последний раз достигал в 1973 году. Диск стал последней студийной работой Харрисона, выпущенной при его жизни.

## Об альбоме
Неудача последней сольной работы, альбома 1982 года «Gone Troppo», который частично был вдохновлен любовью Харрисона к тропическому климату, в определенной степени повлияла на его отношение к музыкальной индустрии: нельзя сказать, что и раньше он питал какие-то иллюзии, но теперь уже можно было говорить о полном разочаровании. 

«Мне кажется, ему все стало безразлично. Это обычное дело, особенно, когда долго работаешь, а пластинка получается неудачной: все валится из рук и нет ни малейшего желания повторять эти муки».— Гэри Райт
В своём поместье Фрайар-парк Харрисон размышлял о добровольном уходе из музыкальной индустрии:

«По правде говоря, я устал от всего этого. Одно дело - записать пластинку, но если её никто не транслирует на радио, какой смысл проводить месяцы в студии?»
— Джордж Харрисон
Кроме того, перспективы развития популярной музыки в 80-е годы наводили Харрисона на самые грустные мысли

«На альбоме «Somewhere in England» я написал песню под названием «Blood from a clone»: 

"Им нравится звучание, но как продукт
оно не будет продаваться, слишком спокойное.
Нужно что-нибудь поживее для толпы,
Не в духе Фрэнка Заппы
Или новой волны, они не поставят эту дрянь."

Подобные вещи меня бесили. Всем как-то сразу расхотелось думать, и музыка стала такой одинаковой! Вот это-то и угнетало меня. Мода на глупость либо убивает настоящих художников, либо превращается в ширму, отгораживающую их от людей. Знаете, было время, когда меня буквально трясло от такого идиотизма, но сейчас, когда уже несколько лет не записывал альбомов, как-то расслабился и вообще перестал реагировать
— Джордж Харрисон
Но даже дойдя до состояния полнейшего безразличия, Харрисон, тем не менее, продолжал писать песни в своей домашней 24-х трековой студии в поместье, время от времени джемовал в своё удовольствие с друзьями, живущими неподалёку, включая Дэвида Гилмора из Pink Floyd, Миком Ральфсом из Bad Company и Элвином Ли, бывшим лидером группы Ten Years After.
Свободное от музыкального бизнеса время Харрисон посвящает другим своим увлечениями, в том числе производству фильмов в собственной компании Handmade Films и садоводству. Будучи фанатом Формулы-1, Харрисон следит за многими соревнованиями, путешествует по миру и знакомится с несколькими чемпионами. Наконец, этот период отпуска от музыкальной индустрии позволяет ему наслаждаться семейной жизнью со своим маленьким сыном Дхани.
Перерыв в музыкальной карьере явно пошёл Харрисону на пользу. В 1985 году Харрисон снова почувствовал желание заниматься музыкой и стал подумывать о возможных продюсерах своего нового альбома. Хотя Харрисон никогда до этого не встречался с ним, на ум сразу пришел Джефф Линн, лидер Electric Light Orchestra. То, что работа Джеффа Линна с ELO свидетельствовала о сильном влиянии Битлз, не могло ускользнуть от внимания Харрисона, но дело было не только в этом:

«Он гитарист, он композитор, он добился своего успеха. Прослушав его записи, я подумал, что мы вместе могли бы поладить и кое-чего добиться. Оставалось найти кого-нибудь, кто смог бы с ним связаться и объяснить что мне нужно, не говоря при этом «Ну, слушай, прямо сейчас я хочу записать свой новый альбом», чтобы не отпугнуть парня. Но это было где-то в глубине моего сознания»
— Джордж Харрисон
Приглашение поработать вместе передал их общий знакомый Дэйв Эдмундс, известный гитарист и продюсер.

«Я в то время находился в Лос-Анджелесе. Пришёл Дэйв, мы о чем-то разговаривали, и потом, как бы между прочим, он сказал: «Да, кстати, чуть не забыл тебе сказать, Джордж Харрисон хотел чтобы ты спродюсировал несколько его песен». Представляете? «Чуть не забыл»! Да если бы мне предложили выбрать музыканта, с которым я больше всего хотел бы работать, я назвал бы именно Харрисона! Я действительно был ошеломлён»
— Джефф Линн
После этого первого контакта Линн прибыл в Фрайар-парк чтобы встретиться с Харрисоном, поужинать в непринуждённой обстановке. Они сразу нашли общий язык.

«Понимаете, вначале я выжидал, все-таки предстояло сделать ответственный шаг. Возможно, думал я, он тактичный человек – по крайней мере, производит такое впечатление, - но нет никакой гарантии, что он не поднимет меня на смех после моего предложения. В конце концов, моя последняя пластинка могла бы дать для этого основания, но… это же моя пластинка!»
— Джордж Харрисон
Они встретились еще несколько раз, а когда Харрисон работал над композицией «Shanghai Surprise», Линн помог ему с аранжировкой. Они продолжали встречаться, проигрывали друг другу свои сочинения и, не заключив никакого формального соглашения, как-то незаметно для себя стали работать вместе
Начиная с 5 января 1987 года Линн и Харрисон провели две недели в студии Фрайар-парк и записали основные ритм-треки примерно для семнадцати песен. Регулярно собираясь в конце лета, они постепенно сужали круг своих интересов, пока не остановились на одиннадцати песнях, которые в итоге вошли в альбом. Записывать альбом помогала звёздная команда музыкантов, состоявшая из Эрика Клэптона, барабанщиков Ринго Старра и Джима Келтнера, клавишников Элтона Джона и Гэри Райта, саксофониста Джима Хорна.
Несмотря на то, что музыканты сотрудничали с ним временно, у Харрисона появилось приятное чувство будто он снова играет в группе

«Битлз были маленькой коммуной. Мы вместе выросли, вместе учились вместе играли в Ливерпуле и Гамбурге. Мы полностью понимали друг друга. Работа с Джеффом Линном напомнила мне те времена: у нас общие идеи, общая ответственность. К тому же присутствие Ринго делало процесс записи еще приятнее и комфортнее. Ринго - это я, только за барабанами. Я нечасто беру сейчас в руки гитару, не практикуюсь. А Ринго может месяцами не садиться за установку, но как только возьмёт в руки палочки, да как следует подтянет барабаны, то начинается настоящий рок - он играет как в старые добрые времена.»
— Джордж Харрисон
Харрисон и Линн полностью сошлись во мнениях касательно аранжировок и звучания песен на альбоме

«Я думаю, он чувствует то же, что и я. О звуковых пропорциях мы рассуждаем одинаково. По мнению Джорджа, большинство пластинок современных групп, записываемых при помощи самого сложного компьютерного оборудования, страдает ее отсутствием. Харрисон очень настороженно относится к компьютерной музыке. Он не хотел этого шума и грохота»
— Джефф Линн
Для самого Харрисона альбом стал возвращением к своим музыкальным истокам

«Я подумал, что не собираюсь делать одну из этих, знаете, громких пластинок, как, кажется, делают все остальные в этот период. Я собираюсь записать альбом, похожий на то, что я делал двадцать лет назад. Просто будто рок-н-ролльная группа записывает пластинку. У нас были настоящие саксофоны и настоящие гитары, настоящие фортепиано, настоящие барабаны, настоящие люди, играющие настоящие песни».— Джордж Харрисон
Линн создал четкое, яркое, аккуратное текстурированное звучание, которое идёт в разрез с тенденциями, но всё ещё позволяет Джорджу оставаться в восьмидесятых. 

«Джордж - король гитарного рок-н-ролла. Его манера игры слайдом - как автограф высочайшего мастерства. Вы только послушайте его соло и дуэль с Эриком Клэптоном в заглавной композиции!»
— Джефф Линн
Баллады «Just for Today», «Someplace Else» и «Breath Away from Heaven» передают молитвенное настроение спокойного, отстраненного созерцания – смысл духовной жизни Харрисона. Первый сингл пластинки – «Got My Mind Set on You», которую написал Руди Кларк и впервые спел известный блюзмен Джеймс Рэй, - в исполнении Харрисона звучит как яростный неотшлифованный рок-н-ролл, один из тех, которые сформировали его музыкальный вкус и которые он до сих пор предпочитает всем остальным формам музыки, если не считать восточную и европейскую классику. А в композициях «This Is Love», «That’s What It Takes» и «Fish on the Sand»  Харрисон использует поп-стиль, который лёг в основу большинства его самых запоминающихся песен семидесятых.
Бойкая «Wreck of the Hesperus» бросает вызов одномерному образу Харрисона, созданному прессой: греющийся на солнышке вечно мечтающий старик, копошащийся в саду, огороженном стенами.

«Я не знаю, правда ли люди так думают: «Ну, что ж, он стареет». Но я думал, что люди действительно так думают. Это правда забавная песня. Получилась довольно просто: размышлял, болтал сам с собой, появилась эта, знаете, стариковская привычка, и первые строки легли сами собой. «А, ну и молодец я»,- подумал я и стал развивать тему. В итоге вышла яростная атака на прессу».— Джордж Харрисон
Композиция в духе начала 60-х «When We Was Fab» была задумана еще до того, как Харрисон и Линн отправились в студию, чтобы начать работу над альбомом. Они отдыхали в Австралии, где Харрисон, будучи фанатом Формулы-1, хотел попасть на Гран—при Аделаиды. Они забрели в маленькое кафе и Джорджу кто-то одолжил гитару

«Вдруг, когда я взял подряд несколько аккордов, получилось что-то очень похожее на ранние песни «Битлз» - я услышал, как Ринго колотит в моей голове по барабанам, вот так: раз, два... да-да-бум, да-да-бум...»— Джордж Харрисон
Вернувшись домой, Харрисон и Линн продолжали изменять ритм, дополнять и дорабатывать песню, пока не получилась песня, похожая на I Am the Walrus больше чем другая любая песня «Битлз». Ринго использовал своё «фирменное», запатентованное звучание

«Эти маленькие заполнения и характерное постукивание бас-барабана - чистый Ринго. Я даже сыграл в конце на ситаре. Ничего серьёзного, просто шутка. В этой песне полно шуточных слов»— Джордж Харрисон
С вновь обретенным энтузиазмом Харрисон активно продвигал альбом.

## Обложка
На обложке изображена первая гитара Харрисона американского производства, Gretsch 6128 1957 года выпуска , которую он купил в Ливерпуле в 1961 году. Харрисон называл ее своим «старым чёрным Гретчем». Он подарил эту гитару своему старому другу Клаусу Форману, который хранил ее 20 лет. Гитара находилась в Лос-Анджелесе и была модифицирована. Харрисон попросил вернуть гитару, отреставрировал ее и использовал для съёмок обложки альбома.

## Выпуск и приём
Кавер Харрисона на малоизвестную песню Руди Кларка «Got My Mind Set on You» быстро достиг 1-го места в США и 2-го в Соединенном Королевстве. Это был первый сингл Харрисона, возглавивший американские чарты со времен «Give Me Love (Give Me Peace on Earth)» в 1973 году. Несколько недель спустя альбом был выпущен с большим нетерпением и благоприятным приемом критиков.
Альбом занял 10-ю строчку в Великобритании. В США он достиг 8-й строчки в чарте Billboard 200 и 4-й строчки в Cash Box Top 200 и получил платиновый статус. Он также занял 1-е место в чарте 40 лучших компакт-дисков Cash Box. Успех сингла «Got My Mind Set on You» и сопровождающего его видеоклипа вновь вернул Харрисона в мейнстрим. Песня «When We Was Fab» стала успешным последующим синглом, попав в топ-25 как в Великобритании, так и в США. Следующий сингл «This Is Love» стал небольшим хитом в Великобритании.
Хоть успеха альбома было недостаточно, чтобы подтолкнуть Харрисона отправиться в тур, он вдохновил его продолжать заниматься музыкой. Весной 1988 года вместе с Джеффом Линном он созвал друзей Боба Дилана, Тома Петти и Роя Орбисона и начал проект, который в конечном итоге получил название The Traveling Wilburys.
В 2004 году альбом был ремастирован и переиздан как отдельно, так и в составе  бокс-сета The Dark Horse Years 1976-1992 на лейбле Dark Horse Records с новой дистрибуцией EMI. Переиздание включало бонус-треки «Shanghai Surprise» и «Zig Zag» (последний также выпущен на стороне «Б» к «When We Was Fab») из фильма Шанхайский сюрприз.

## Отзывы критиков
| Оценки критиков               | Оценки критиков                                                          |
| Источник                      | Оценка                                                                   |
| ----------------------------- | ------------------------------------------------------------------------ |
| AllMusic                      | [ 4 ]                                                                    |
| Encyclopedia of Popular Music | [ 5 ]                                                                    |
| Houston Chronicle             | [ 6 ]                                                                    |
| Los Angeles Times             | [ 7 ]                                                                    |
| Mojo                          | [ 8 ]                                                                    |
| MusicHound Rock               | 4/5                                                                      |
| New Musical Express           | 6/10                                                                     |
| Rolling Stone                 | 4 из 5 звёзд · 4 из 5 звёзд · 4 из 5 звёзд · 4 из 5 звёзд · 4 из 5 звёзд |
| Uncut                         | [ 11 ]                                                                   |
| The Village Voice             | B−                                                                       |

В статье для Rolling Stone Дэвид Уайлд описал Cloud Nine как «мастерски сделанную, бесконечно заразительную пластинку, которая является лучшим альбомом Харрисона с 1970-х годов, вдохновленным All Things Must Pass». Уайлд также отметил вклад Джеффа Линна как сопродюсера и похвалил «When We Was Fab», «Cloud 9», «That's What It Takes» и «Wreck of the Hesperus» как «возвышенную попсу».
В New York Times Стивен Холден отметил релиз как «решающий» для карьеры Харрисона, добавив: «Приятно мелодичный альбом, его звучание намеренно причудливое, поскольку оно явно напоминает более романтичную психоделическую музыку The Beatles конца 1960-х». Хотя он сожалел о включении таких баллад, как «Breath Away from Heaven». Билл Холдшип написал в Creem, что «хороший альбом есть хороший альбом, и Cloud Nine очень хорош... это лучшая запись бывшего битла по крайней мере за семь лет».
Менее впечатленный Дэниел Броган из Chicago Tribune высказал следующее мнение: Cloud Nine безнадежно отстает. Большая часть вины должна лежать на Харрисоне, хотя влияние продюсера Джеффа Линна слишком велико... Альбом иногда дополняется искусной игрой на гитаре Харрисона и Эрика Клэптона, а также задорным синглом «Got My Mind Set on You». В пятизвездочном обзоре для Houston Chronicle Джей Ди Консидайн написал: «Забудьте о «бывшем битле» - этот альбом стоил бы того, чтобы его раскупили, даже если бы Харрисон был кем-то неизвестным из Энсино». Отметив «звездный» состав подыгрывающих Харрисону музыкантов, Консидайн добавил: «Но в той же мере, в какой игра оживляет материал, как и мрачные блюзовые гитарные риффы, открывающие заглавную мелодию, именно написание заслуживает похвалы за блеск этого альбома».
В обзоре 2001 года редактор AllMusic Стивен Томас Эрлевайн также дал альбому пять звезд. Он написал, что с помощью Джеффа Линна и «сосредоточения на... ярких поп-рок-номерах» Харрисон «создал удивительно последовательное и отточенное возвращение с Cloud Nine», который Эрлевайн назвал «одним из своих самых лучших альбомов» . В своей посмертной оценке сольной карьеры Харрисона в 2002 году для журнала Goldmine Дэйв Томпсон описал альбом как «изобилующий яркими моментами», из которых «This Is Love» была «жемчужиной», а «When We Was Fab» выиграла от того, что Линн «выжал все до последнего битловского эффекта из своей коробки со звуковыми трюками».
В рецензиях на переиздание 2004 года Uncut описал Cloud Nine как «наделенный неоспоримым очарованием», а Rolling Stone назвал его «шедевром поздней карьеры» Харрисона. Джон Харрис, пишущий для Mojo в 2011 году, счел постановку устаревшей, но похвалил качество песен, «включая великолепно гонзо-версию «Got My Mind Set on You» и «неотразимую «When We Was Fab», и назвал альбом «заслуженным мировым хитом».
Критики достаточно единодушно отметили свежесть и энергичность новой работы Харрисона:
«Сияющая улыбка Харрисона на фото с обложки говорит сама за себя — гитарист явно получал огромное удовольствие от работы в студии».

## Список композиций
Автор всех песен — Джордж Харрисон, если не указано иное.
1. «Cloud 9» — 3:15
2. «That’s What It Takes» (Харрисон/Джефф Линн/Гэри Райт) — 3:59
3. «Fish on the Sand» — 3:22
4. «Just for Today» — 4:06
5. «This Is Love» (Харрисон/Линн) — 3:48
6. «When We Was Fab» — (Харрисон/Линн) — 3:57
  - Реминисценция в духе поздних The Beatles
7. «Devil’s Radio» — 3:52
8. «Someplace Else» — 3:51
  - Более ранняя версия этой песни звучит в фильме «Шанхайский сюрприз» (1986).
9. «Wreck of the Hesperus» — 3:31
10. «Breath Away from Heaven» — 3:36
  - Более ранняя версия этой песни звучит в фильме «Шанхайский сюрприз» (1986).
11. «Got My Mind Set on You» (Руди Кларк) — 3:52

В 2004 году «Cloud Nine» был переиздан с добавлением двух композиций:

## Участники записи
Нижеприведённое взято из примечаний к компакт-диску 2004 года.
- Джордж Харрисон — вокал, слайд-гитара, акустическая гитара, ситар, клавишные
- Джефф Линн — акустическая и электрогитара, бас-гитара, бэк-вокал, клавишные
- Джим Келтнер — ударные
- Рэй Купер — перкуссия, ударные
- Бобби Кок — виолончель
- Эрик Клэптон — электрогитара на «Cloud 9», «That’s What It Takes», «Devil's Radio» и «Wreck of the Hesperus»
- Элтон Джон — электрическое пианино на «Cloud 9», фортепиано на «Devil's Radio» и «Wreck of the Hesperus»
- Гэри Райт — фортепиано на «Just for Today» и «When We Was Fab»
- Ринго Старр — ударные на «When We Was Fab»
- Джим Хорн — баритон и тенор саксофоны на «Cloud 9», «Wreck of the Hesperus» и «Got My Mind Set on You»

- Вики Браун — вокал на «Shanghai Surprise»

## Позиции в чартах
| Чарт (1987–88)                   | Высшая позиция |
| -------------------------------- | -------------- |
| Australian Kent Music Report     | 4              |
| Austrian Albums Chart            | 26             |
| Canadian RPM 100 Albums          | 5              |
| Dutch MegaChart Albums           | 30             |
| Japanese Oricon Albums Chart     | 27             |
| New Zealand Albums Chart         | 27             |
| Norwegian VG-lista Albums        | 8              |
| Swedish Albums Chart             | 5              |
| Swiss Albums Chart               | 23             |
| UK Albums Chart                  | 10             |
| US Billboard 200                 | 8              |
| US Cash Box Top 200 Albums       | 4              |
| West German Media Control Albums | 15             |
| Чарт (2004)                      | Высшая позиция |
| Japanese Oricon Albums Chart     | 190            |

| Чарт (1987)                 | Высшая позиция |
| --------------------------- | -------------- |
| Canadian RPM Albums         | 77             |
| UK Albums Chart             | 73             |
| Чарт (1988)                 | Высшая позиция |
| Australian Albums Chart     | 24             |
| Japanese Oricon Chart       | 91             |
| US Billboard Top Pop Albums | 31             |

| Регион                                                      | Сертификация | Продажи    |
| ----------------------------------------------------------- | ------------ | ---------- |
| Japan (Oricon Charts)                                       | —            | 73,700     |
| Великобритания (BPI)                                        | Золотой      | 190,000    |
| США (RIAA)                                                  | Платиновый   | 1 000 000^ |
| ^ Данные о тиражах приведены только на основе сертификации. |              |            |